# 翟后
翟（？—？），是周襄王的王后，原是赤狄（一作翟）人，隗姓，因此又稱隗后、叔隗、媿后。
前639年，郑文公攻打滑国，扣留周襄王的使者。周襄王联合赤狄攻打郑国获胜，周襄王于是立出身赤狄的叔隗為后，大臣富辰不同意，极力劝谏，周襄王不听，于是叔隗被立为隗后。翟后和周襄王的弟弟王子带私通，被周襄王废黜。前636年，王子带于是联合狄人，驱逐周襄王到郑国，自立为王。第二年，晋文公出兵，攻克温邑（今河南省温县西），杀王子带，护送襄王回国。翟后不知所踪。